# Hellmut Seemann
Hellmut Theodor Seemann (* 16. Dezember 1953 in Heidelberg) ist ein deutscher Kulturmanager und ehemaliger Präsident der Klassik Stiftung Weimar (2001–2019).

## Leben und Wirken
Seemann ist der Neffe des Pianisten Carl Seemann, der sich in Straßburger Studentenzeiten mit Hellmut Becker befreundete. Becker wurde Seemanns Patenonkel. Seemann besuchte die Odenwaldschule, anschließend studierte er von 1974 bis 1978 Germanistik und Philosophie an den Universitäten Hamburg und Frankfurt am Main, ab 1977 dort auch Rechtswissenschaften. Nach Abschluss seiner juristischen Ausbildung wurde er 1986 in Berlin als Rechtsanwalt zugelassen. Anschließend wechselte er im gleichen Jahr nach Frankfurt am Main, wo er persönlicher Assistent von Christoph Vitali, dem Geschäftsführer der städtischen Kulturgesellschaft Frankfurt mbH, war. Von 1987 bis 1993 war er Verwaltungsdirektor und von 1994 bis 2001 Geschäftsführer der Kulturgesellschaft Frankfurt und gleichzeitig Direktor der Schirn-Kunsthalle. Von 1989 bis 1993 gehörte er der künstlerischen Leitung des Theaters am Turm an.
Vom 1. Juni 2001 bis 2019 war Seemann Präsident der Klassik Stiftung Weimar. In seine Amtszeit fiel der Brand der Herzogin Anna Amalia Bibliothek vom 2. September 2004 und deren Sanierung und Wiederherstellung mit Abschluss im Jahr 2007. Zwar wurde im Oktober 2010 beschlossen, seinen 2011 auslaufenden Vertrag nicht zu verlängern, im April 2011 wurde er nach einer langwierigen Personaldebatte und gegen den vorherigen Willen des Kultusministers Christoph Matschie dennoch für vier weitere Jahre zum Präsidenten der Kulturstiftung gewählt. Auf der Sitzung des Stiftungsrates am 25. Juni 2013 wurde der Vertrag als Präsident der Klassik Stiftung Weimar bis zum 31. Juli 2019 verlängert. An der Hochschule für Musik Franz Liszt Weimar ist Seemann Dozent für Management von Kulturinstitutionen.
Seemann trat bisher überwiegend als Herausgeber und Beiträger kunsthistorischer Schriften zur Klassik, Weimar und der europäischen Moderne hervor.
Seit 1985 ist Seemann mit der Autorin und Übersetzerin Annette Seemann verheiratet.

## Schriften
- (Hrsg.) AugenBlicke. Mumienporträts und ägyptische Grabkunst aus römischer Zeit, Klinkhardt & Biermann, 2000, ISBN 978-3-7814-0423-6
- Anna Amalia, Carl August und das Ereignis Weimar. Zusammengestellt von Hellmut Seemann, Wallstein Verlag, 2007, ISBN 978-3-8353-0148-1
- Europa in Weimar: Visionen eines Kontinents. Zusammengestellt von Hellmut Seemann, Wallstein Verlag, 2008, ISBN 978-3-8353-0281-5
- Das Zeitalter der Enkel, Wallstein-Verlag, Göttingen 2010 ISBN 978-3-8353-0603-5